# Gowanda
Gowanda es una villa ubicada en el condado de Cattaraugus en el estado estadounidense de Nueva York. En el año 2000 tenía una población de 2,842 habitantes y una densidad poblacional de 677 personas por km².

## Geografía
Gowanda se encuentra ubicada en las coordenadas 42°27′48″N 78°56′11″O / 42.46333, -78.93639.

## Demografía
Según la Oficina del Censo en 2000 los ingresos medios por hogar en la localidad eran de $29,565, y los ingresos medios por familia eran $39,094. Los hombres tenían unos ingresos medios de $32,279 frente a los $25,281 para las mujeres. La renta per cápita para la localidad era de $16,323. Alrededor del 14.4% de la población estaban por debajo del umbral de pobreza.